# Danh sách huấn luyện viên J.League
Đây là danh sách huấn luyện viên của J. League. Một số được bổ nhiệm làm huấn luyện viên tạm quyền rồi có được vị trí chính thức.

## Huấn luyện viên hiện tại

### J1
Tính đến 27 tháng 7 2022.
- Mihailo Petrović  - Hokkaido Consadole Sapporo
- Susumu Watanabe  - Vegalta Sendai
- Antônio Carlos Zago  - Kashima Antlers
- Tsuyoshi Otsuki  - Urawa Red Diamonds
- Nelsinho Baptista  - Kashiwa Reysol
- Kenta Hasegawa  - FC Tokyo
- Toru Oniki  - Kawasaki Frontale
- Ange Postecoglou  - Yokohama F. Marinos
- Cho Kwi-jea  - Shonan Bellmare
- Peter Cklamovski  - Shimizu S-Pulse
- Hiroshi Nanami  - Júbilo Iwata
- Massimo Ficcadenti  - Nagoya Grampus
- Levir Culpi  - Gamba Osaka
- Miguel Ángel Lotina  - Cerezo Osaka
- Thorsten Fink     - Vissel Kobe
- Hiroshi Jofuku  - Sanfrecce Hiroshima
- Kim Myung-hwi   - Sagan Tosu
- Fernando Jubero   - V-Varen Nagasaki

## Cựu huấn luyện viên
- Jan Jönsson  - Shimizu S-Pulse (2018–19)
- Osvaldo Ardiles  - Shimizu S-Pulse (1996–98), Yokohama F. Marinos (2000–01), Tokyo Verdy 1969 (2003–05)
- Paulo Autuori  - Kashima Antlers (2006)
- Nelsinho Baptista  - Verdy Kawasaki (1994–95), Nagoya Grampus Eight (2003–05)
- Stuart Baxter  - Sanfrecce Hiroshima (1992–93), Vissel Kobe (1995–97, 2006)
- José Oscar Bernardi  - Kyoto Purple Sanga (1995–96)
- Guido Buchwald  - Urawa Red Diamonds (2004–06)
- João Carlos  - Kashima Antlers (1996–98), Nagoya Grampus Eight (1999–01), Cerezo Osaka (2001), Consadole Sapporo (2003)
- Toninho Cerezo  - Kashima Antlers (2000–05)
- Hugo Fernandez  - Consadole Sapporo (1997–98)
- Benito Floro  - Vissel Kobe (1998)
- Alexandre Gallo  - FC Tokyo (2006)
- Ivan Hašek  - Vissel Kobe (2004)
- Sigfried Held  - Gamba Osaka (1995)
- Wim Jansen  - Sanfrecce Hiroshima (1995–96)
- Kunishige Kamamoto  - Gamba Osaka (1991–94)
- Shu Kamo  - Yokohama Flügels (1991–94), Đội tuyển bóng đá quốc gia Nhật Bản (1995–97), Kyoto Purple Sanga (1999-00)
- Horst Köppel  - Urawa Red Diamonds (1997)
- Émerson Leão  - Shimizu S-Pulse (1992–94), Verdy Kawasaki (1996), Vissel Kobe (2005)
- Gordon Milne  - Nagoya Grampus Eight (1994)
- Takeshi Okada  - Đội tuyển bóng đá quốc gia Nhật Bản (1997–98), Consadole Sapporo (1999–01), Yokohama F. Marinos (2003–06), Đội tuyển bóng đá quốc gia Nhật Bản (2007–2010)
- Hans Ooft  - Đội tuyển bóng đá quốc gia Nhật Bản (1992–93), Júbilo Iwata (1994–96), Kyoto Purple Sanga (1998), Urawa Red Diamonds (2002–03)
- Holger Osieck  - Urawa Red Diamonds (1995–96, 2007–08)
- Ivica Osim  - JEF United Ichihara Chiba (2003–06), Đội tuyển bóng đá quốc gia Nhật Bản (2006–07)
- Ruy Ramos  - Tokyo Verdy 1969 (2006–07)
- Pavel Řehák  - Vissel Kobe (2005)
- Steve Perryman  - Shimizu S-Pulse (1998–00), Kashiwa Reysol (2001–02)
- Carles Rexach  - Yokohama Flügels (1998)
- Rivelino  - Shimizu S-Pulse (1994)
- Joel Santana  - Vegalta Sendai (2006)
- Luiz Felipe Scolari  - Júbilo Iwata (1997)
- Eddie Thomson  - Sanfrecce Hiroshima (1997–00)
- Jozef Vengloš  - JEF United Ichihara (2002)
- Pim Verbeek  - Omiya Ardija (1998–99), Kyoto Purple Sanga (2003)
- Robert Verbeek  - Omiya Ardija (2007)
- Zdenko Verdenik  - JEF United Ichihara (2001), Nagoya Grampus Eight (2002–03), Vegalta Sendai (2003–04)
- Sef Vergoossen  - Nagoya Grampus Eight (2006–07)
- Arsène Wenger  - Nagoya Grampus Eight (1995–96)
- Carlos Queiroz  - Nagoya Grampus Eight (1996–97)
- Masakuni Yamamoto  - Đội tuyển bóng đá U-23 quốc gia Nhật Bản (2002–04), Júbilo Iwata (2004–06)
- Nicolae Zamfir  - JEF United Ichihara (1999–00)